# 롤프 뢰블란

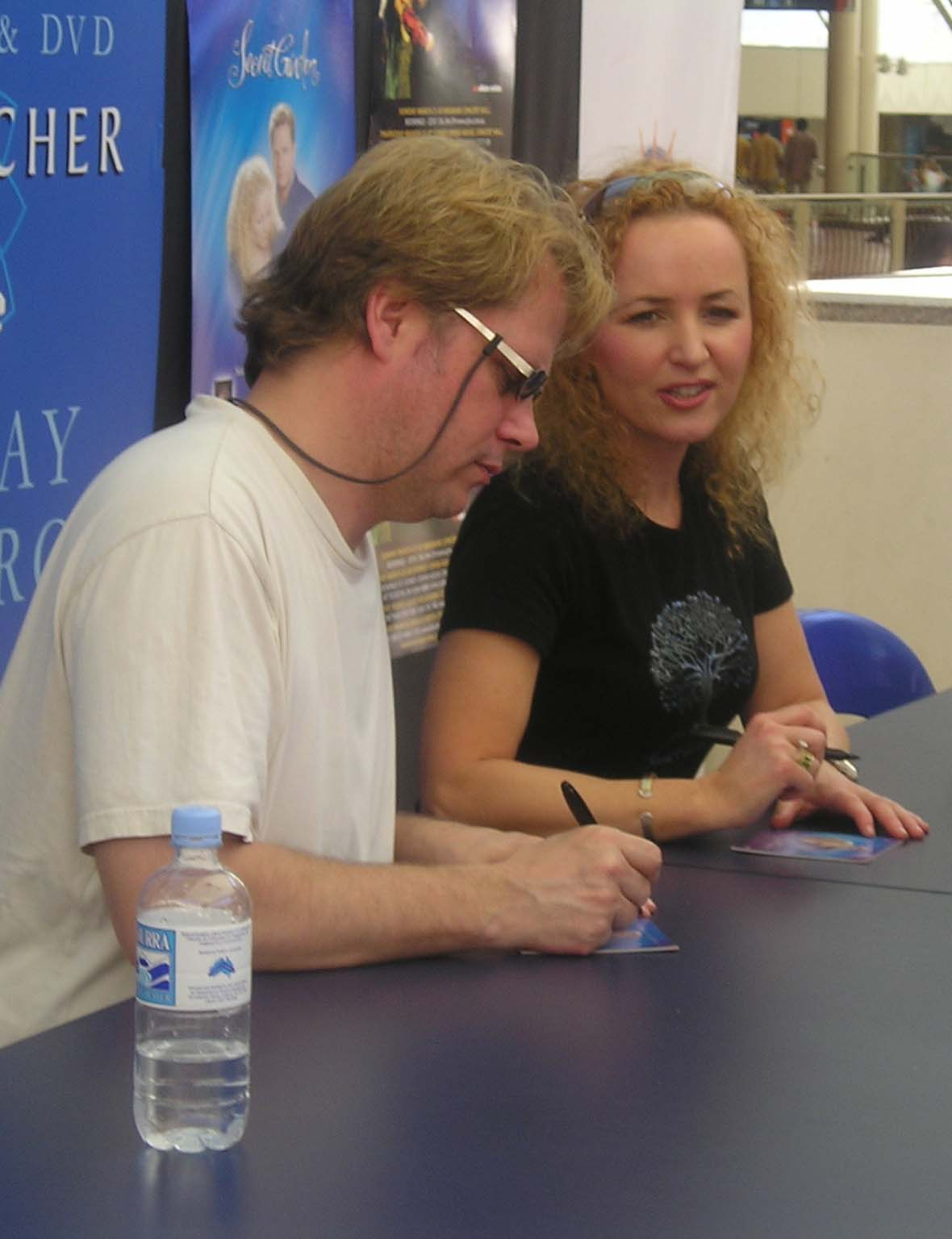

롤프 뢰블란(Rolf Undsæt Løvland, 1955년 4월 19일 ~ , 크리스티안산)은 노르웨이의 작곡가이다. 그는 피오눌라 셰리와 함께 시크릿 가든을 창설했으며, 여기서 그는 작곡가/프로듀서/키보드 연주자로 활동하였다. 그는 어린 나이에 작곡을 시작하였고(9살에 악단을 창설했음), 크리스티안산 음악 학교에서 공부하며 성장했다. 나중에는 오슬로의 Norwegian Institute of Music에서 석사 학위를 받았다. 그는 You Raise Me Up이라는 노래를 작곡한 것으로 명성을 얻었으며 2010년 2월의 라디오 노르에(Radio Norge)와의 인터뷰에 따르면, 이 곡은 이제까지 500번이 넘도록 커버되었다.
이전에 뢰블란은 유로비전 송 콘테스트에서 두 번 입상하였는데, 그가 작곡한 1985년의 "La det swinge"와 1995년의 "Nocturne" 및 시크릿 가든이 그것이며, 이로써 노르웨이 최초의 두 타이틀이 나온 것이다.
2006년에 그는 텔레비전 영화 《더 머메이드 체어》(The Mermaid Chair)의 음악을 작곡하였다.
뢰블란은 고등학교 시절 한 해 동안 미국 오클라호마주 쇼니에서 교환 학생으로 있었다.

## 수상
- 노르웨이 그래미상 (1995년 이전)
- 노르웨이 라디오 차트 "올해의 노래상" 수상
- 두 번의 유로비전 송 콘테스트 그랑프리 수상
- 유로비전 송 콘테스트의 멜로디 그랑프리 수상